# Bag in da box
„Bag in da box” – singel DJ-a Tune’a i Orremannena wydany w 2008 roku przez Warner Music Group i Warner Music Sweden.
Singel na notowaniu Top 60 Singles w Szwecji osiągnął szóste miejsce.

## Lista utworów
- CD singel (16 lipca 2008)[1]

1. „Bag in da box” – 3:50
2. „Bag in da box” (Kung Fu Fighting Remix) – 4:26

## Notowania na Listach przebojów
| Kraj    | Lista (2008)   | Najwyższa pozycja |
| ------- | -------------- | ----------------- |
| Szwecja | Top 60 Singles | 6                 |